# Avoise
Avoise là một xã thuộc tỉnh Sarthe trong vùng Pays-de-la-Loire tây bắc nước Pháp. Xã này nằm ở khu vực có độ cao từ 22-70 mét trên mực nước biển.
Sông Vègre chảy theo hướng nam qua phía tây của xã, sau đó chảy vào sông Sarthe, tạo thành ranh giới phía nam.
Thị trấn nằm bên hữu ngạn sông Sarthe.